# Harry Welsh
Harry F. "Welshy" Welsh (Condado de Luzerne, 27 de setembro de 1918 — ibid., 21 de janeiro de 1995) foi um oficial militar norte-americano da Companhia Easy, 2º Batalhão, 506º Regimento de Infantaria Pára-quedista, na 101ª Divisão Aerotransportada, durante a Segunda Guerra Mundial. Welsh foi retratado na minissérie da HBO Band of Brothers por Rick Warden.

## Antes da Guerra
Welsh veio do Condado de Luzerne, Pensilvânia e alistou-se como pára-quedista, em 1942. Ele foi designado para Fort Benning com o 504º Regimento de Infantaria Paraquedista como parte da 82ª Divisão Aerotransportada. Três de seus comandantes viram seu potencial e recomendaram-no para a Escola de Oficiais.

## II Guerra Mundial
Welsh saltou na Normandia no Dia D (Batalha da Normandia) e só encontrou a Companhia na manhã seguinte, pouco antes da Easy ser encarregada de tomar Carentan. Quando se juntou ao resto de sua Companhia, ele foi colocado no comando do 1º pelotão depois de Richard Winters assumir o comando da Easy Company.
Em 12 de junho, ele conduziu o pelotão em um ataque direto a Carentan e ficou encurralado até que o restante da Companhia se movesse para lá. Depois de tomar a cidade, Welsh levou a Companhia à um contra-ataque alemão ao sul da praia de Omaha. Seu pelotão manteve a linha com a Easy Company. Foi uma experiência feroz na luta contra a sebe. Durante a batalha, Welsh correu para o campo aberto com o soldado alistado John McGrath e atirou em um tanque alemão com uma bazuca. [2] Elementos da 2ª Divisão Blindada chegaram em força e expulsaram os alemães remanescentes.
Após aguardar na linha por mais de um mês, com o resto com a 101ª Divisão Aerotransportada, Welsh e o resto da Companhia Easy foram substituidos por divisões de infantaria e enviados para a Inglaterra. Ele tornou-se comandante da Easy Company.
Welsh saltou na Holanda para a Operação Market Garden, e lá permaneceu durante todo o período da operação. Após o fracasso da operação, Welsh e o resto da Easy Company voltaram para Mourmelon-le-Grand, França aguardar para próxima missão.
Em 16 de dezembro de 1944, divisões blindadas alemãs romperam as linhas americana na Floresta de Ardenas. Neste momento, Welsh tinha sido re-incorporado à sede da 2ª Companhia do Batalhão. A divisão foi designada para defender a cidade de Bastogne. Durante esta batalha, Welsh foi gravemente ferido no dia de Natal.Ele foi premiado com duas Estrelas de Bronze por Valor durante sua ação de combate, e dois Corações de Ordem Púrpura por ter se ferido.

## Depois da Guerra
Welsh voltou para casa e se casou com Catherine "Kitty" Grogan. O vestido usado por Kitty em seu casamento, foi feito com o paraquedas reserva de Welsh. Eles tiveram um filho, Kevin, que faleceu antes de Welsh. Welsh passou algum tempo depois da guerra, em trabalhos diferentes, incluindo um professor em escolas da área de Wilkes-Barre, coletor de impostos para o condado de Luzerne, e finalmente tornou-se diretor de alunos para a área de Wilkes-Barre. Se aposentou em 1983. Welsh morreu de insuficiência cardíaca em 21 de janeiro de 1995, no aniversário de 77 anos de seu amigo Richard Winters.Sua esposa Catherine morreu três anos depois, em 1998.